# Joaquim da Silva Ramalho
Joaquim da Silva Ramalho (São Miguel da Terra Firme, Biguaçu, 11 de fevereiro de 1836 — Desterro, 6 de maio de 1879) foi um político brasileiro.

## Biografia
Foi bacharel pela Faculdade de Direito de São Paulo, de 1840 a 1843.
Foi primeiro vice-presidente da província de Santa Catarina, nomeado por carta imperial de 1 de fevereiro de 1878, tendo presidido a província interinamente duas vezes, de 14 de fevereiro a 7 de maio de 1878 e de 11 de dezembro de 1878 a 18 de abril de 1879.
Foi cavaleiro da Imperial Ordem da Rosa.

## Museu Etnográfico Casa dos Açores

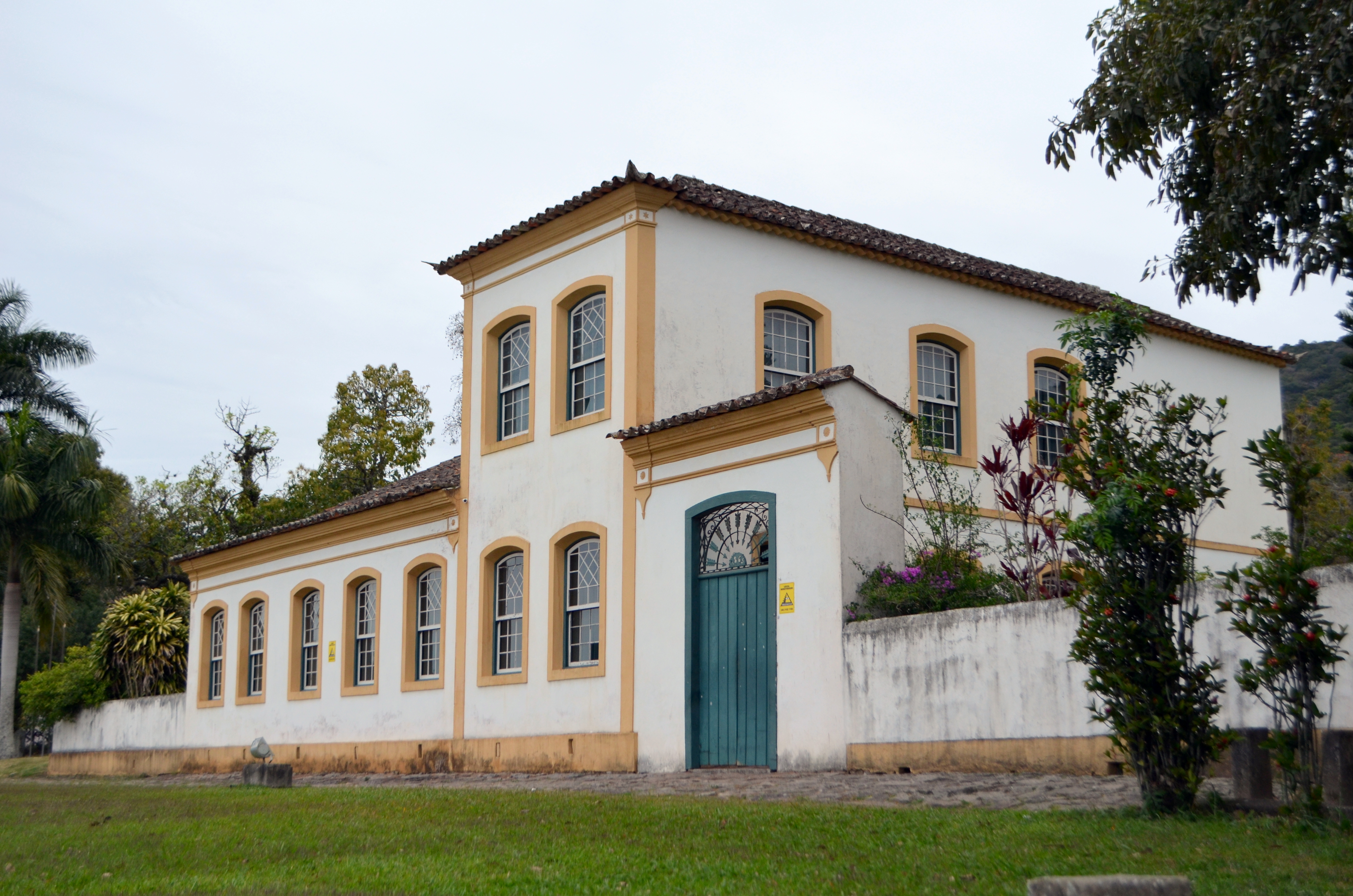
A fachada d'O Museu

É atribuída a Joaquim Ramalho a construção do sobrado que hoje abriga o Museu Etnográfico Casa dos Açores, datada da primeira metade do século XIX.
O sobrado foi adquirido, em 1978, pelo Governo de Santa Catarina, e após restauração com o auxílio do Instituto do Patrimônio Histórico e Artístico Nacional (IPHAN), o museu foi inaugurado em 4 de março de 1979.
O Museu Etnográfico Casa dos Açores ou Museu de São Miguel é dedicado principalmente à preservação da memória luso-brasileira na região da grande Florianópolis.